# بطولة كاريوكا 1967
بطولة كاريوكا 1967 هو موسم من بطولة كاريوكا. فاز فيه بوتافوغو ريغاتاس.